# Slagelse Boldklub & Idrætsforening
Slagelse Boldklub & Idrætsforening (eller Slagelse B&I, SBI, SB&I, SBI Slagelse) er en dansk sportsklub med godt 400 medlemmer (pr. april 2024) hjemmehørende i Slagelse og blev stiftet den 23. maj 1887. Klubben har haft to afdelinger for hhv idrætsgrenene fodbold og cricket, hvoraf fodboldafdelingen er den eneste tilbageværende og den sportsgren klubben i dag er bedst kendt for.
Den 1. juli 2008 trådte en professionel overbygning af fodboldafdelingen officielt i kraft under navnet FC Vestsjælland, hvor et selvstændigt selskab overtog driften med moderklubbens førstehold i 2. division. I december 2015 gik den professionelle afdeling konkurs, og klubben tvangsnedrykket til Sjællandsserien og videreføres nu under moderklubbens navn.

## Klubbens historie

### Slagelse Boldklub
Slagelse B&I er udgået fra Slagelse Boldklub, der officielt blev stiftet den 23. maj 1887 oprindeligt som en cricketklub, inspireret af spillet på Sorø Akademi, og var fra starten en klub for personer fra alle samfundslag. Cricket blev dog allerede spillet i Slagelse i 1884, men man har ikke mange informationer fra den tid. Slagelse B&I blev senere en af de førende klubber inden for sjællandsk cricket. I tiden efter stiftelsen kom der desuden afdelinger for skydning og gymnastik, mens fodbold forblev en bibeskæftigelse om sommeren de første par år. Fodbold kom først officielt på klubbens program i 1890 og har med tiden udviklet sig til at blive klubbens største afdeling.
Klubbens første spillested var på en tømmerplads, som dog blev et kortvarigt bekendtskab, da partiet Venstre kort efter købte grunden og byggede en anlægspavillon og navngav det Frem. Det blev yderligere til et par flytninger til nye baner (heriblandt Herrestræde – senere kendt som Alderstrøst, den nuværende plads for Sct. Mikkels Kirkegård og Lystskoven) før klubben fik dets nuværende baner på VestermarkenSkabelon:Hviken? (en gammel dyrskueplads). Der blev sidenhen råd til et lille rekvisit- og omklædningsrum.
Det første betydningsfulde gevinst kom med turneringen Roskilde-pokalen i 1902, som havde deltagelse af 10 hold. Slutkampen spilledes i Roskilde den 14. september mod Holbæk og vundet af Slagelse B&I. Turneringen gav endvidere startskuddet til dannelsen af Sjællands Boldspil-Union, da alle de 10 klubber stiftede unionen på et møde i Roskilde den 15. juni 1902. Slagelse B&Is formand Th. Petersen var til stede ved mødet og med i den første bestyrelse. Unionen skulle foruden at afholde cricket-turneringer også afholde fodboldturneringer, hvilket medvirkede til at sportsgrenen fik en stor tilgang af klubber.

### Slagelse Idræts-Forening
Slagelse Idræts-Forening blev grundlagt af cigarsorterer Georg Hintz (ansat ved Vilh. Langes Tobaksfabrik), som ønskede at stifte en klub med fokus på løbesporten han havde dyrket i København og sidenhen i Odense. Den stiftende generalforsamling fandt sted den 29. januar 1907 i Schweizerkafeen, hvor cirka 40 mennesker var mødt op. Georg Hintz blev enstemmigt valgt til klubbens første formand og indmeldtes med det samme i Sjællands Atletik-Forbund. I september 1907 rejste foreningens stifter imidlertid fra byen og den nye formand blev Aksel Hansen, som besluttede at optage brydning på klubbens program. Igennem hele klubbens levetid praktiserede man udelukkende atletik.
Klubben blev af Slagelse Byråd anvist at benytte Vestermarken som klubbens træningsplads fremover, hvor klubben også senere dyrkede en række andre atletik-discipliner. Endvidere fik overlod byrådet senere gymnastiksalen i Østre Skole til skolen som træningsplads.

### Slagelse BK&IF
Slagelse Boldklub fusionerede den 27. august 1919 med Slagelse Idræts-Forening under det nyt fælles klubnavn, Slagelse Boldklub & Idrætsforening. Baggrunden for sammenlægningen begrundedes med at det ville lette forhandlingerne med de kommunale myndigheder, når man i fremtiden skulle opleve behov for økonomisk assistance. Medlemmerne valgte at overtage Slagelse Boldklubs stiftelsesdato frem for datoen for fusionen mellem de to klubber. Klubben arrangerede en del stævner i både stiftelsesåret og årene der fulgte på deres respektive pladser. Et resultat af den fuldstændige fusion kom i 1927, da kommunen anlagde et idrætsanlæg til foreningen.

## Fodboldafdelingen
Klubbens fodboldafdeling er organiseret i en elite- og breddeafdeling (amatører). Eliteafdelingen omfattede indtil sommeren 2008 de to bedste seniorhold samt 1. holdene i ynglinge- og juniorafdelingerne. Førsteholdet har spillet i Danmarksturneringen administreret af Dansk Boldspil-Union (DBU), hvor man har spillet siden oprykningen fra Danmarksserien i 2002/03-sæsonen. Vestsjællændernes hjemmebanekampe afvikles på Slagelse Stadion. Klubbens officielle fanklub er Slagelse Red Vikings, der blev etableret den 8. februar 1998.
Førsteholdet har tidligere spillet otte sæsoner i den bedste fodboldrække, hvoraf den sidste sæson dog ligger tilbage i 1979. Klubbens bedste resultat stammer fra 1978-sæsonen, hvor holdet opnåede en samlet ottendeplads i den daværende bedste række, 1. division med deltagelse af seksten klubber. I DBU's Landspokalturnering er klubben nået frem til kvartfinalerne en enkelt gang i 1979, hvor man tabte mod Hvidovre IF. Andetholdet spiller i 2008/09-sæsonen i Serie 1 under Sjællands Boldspil-Union (SBU). Resten af klubbens hold med amatørstatus er placeret i senior- og ungdomsafdelingen.
Klubben har produceret fire spillere til det danske A-landshold, som tilsammen spillede 28 kampe (og scorede 6 mål) i perioden fra 1972 til 1978, hvor klubben befandt sig i henholdsvis den bedste og næstbedste række (2. division). Heino Hansen stod for de fleste kampe (20 kampe og 5 mål) som repræsentant klubben. De andre tre spillere inkluderer Peter Johansson (3 kampe og 1 mål), Flemming Mortensen (3 kampe og 0 mål) samt Allan Hansen (2 kampe og 0 mål).

### FC Vestsjælland
Den 1. juli 2008 overtog et selvstændigt selskab officielt driften af Slagelse B&I's førstehold i Danmarksturneringen med virkning fra 2008/09-sæsonen i 2. division Øst. Den professionelle eliteoverbygning gik under navnet FC Vestsjælland og var økonomisk uafhængigt af moderklubben. Eliteholdets hovedaktionær og formand var erhvervsmanden Kurt Andersen. Selskabet gik konkurs i december 2015.

### Bedrifter i Danmarksturneringen
De sportslige resultater for klubbens førstehold i Danmarksturneringen og serierne igennem årene:
| N. | Række                                             | Nr.       | Statistik         | Topscorer                 | Bem.               |
| 3 | 2. division Øst 2007/08                           | 5. plads  | 30-15-4-11 49-49  | Denni Conteh, 7 mål       |                    |
| 3 | 2. division Øst 2006/07                           | 7. plads  | 26-11-5-10 50-45  | Casper Henningsen, 10 mål |                    |
| 3 | 2. division Øst 2005/06                           | 11. plads | 26-7-8-11 49-46   | Casper Henningsen, 14 mål |                    |
| 3 | 2. division 2004/05                               | 6. plads  | 30-13-9-8 52-36   | i/t                       |                    |
| 3 | 2. division 2003/04                               | 7. plads  | 30-11-7-12 54-47  | i/t                       |                    |
| 3 | 2. division 2002/03                               | 13. plads | 30-9-4-17 51-62   | i/t                       |                    |
| 4 | Danmarksserien, Pulje 2 2001/02                   | 1. plads  | 30-20-4-6 68-42   | i/t                       | Vinder / Oprykning |
| 4 | Danmarksserien, Pulje 2 2000/01                   | 2. plads  | 30-17-8-5 76-40   | i/t                       |                    |
| 4 | Danmarksserien, Pulje 3 2000 forår                | 4. plads  | 13-7-2-4 39-25    | i/t                       |                    |
| i/t | i/t                                               | i/t       | i/t               | i/t                       |                    |
| i/t | Danmarksserien, kreds 2 1995                      | 15. plads | 29-6-9-14 45-69   | i/t                       | Nedrykning         |
| i/t | Danmarksserien, kreds 2 1994                      | 5. plads  | 30-12-6-12 64-57  | i/t                       |                    |
| i/t | Danmarksserien 1993                               | i/t       | i/t               | i/t                       |                    |
| i/t | i/t                                               | i/t       | i/t               | i/t                       |                    |
| i/t | Danmarksserien 1991                               | i/t       | i/t               | i/t                       |                    |
| 3 | 3. division øst 1990                              | 9. plads  | 26-8-7-11 34-42   | i/t                       | Nedrykning         |
| 3 | 3. division øst 1989                              | 3. plads  | 26-12-8-6 45-35   | i/t                       |                    |
| 2 | 2. division 1988                                  | 12. plads | 26-7-5-14 24-43   | i/t                       | Nedrykning         |
| 2 | 2. division 1987                                  | 10. plads | 26-9-3-14 29-48   | i/t                       |                    |
| 3 | 3. division vest 1986                             | 1. plads  | 26-16-6-4 50-19   | i/t                       | Vinder / Oprykning |
| 3 | 3. division 1985                                  | 5. plads  | 30-15-7-8 47-41   | i/t                       |                    |
| 3 | 3. division 1984                                  | 12. plads | 30-9-9-12 42-45   | i/t                       |                    |
| 3 | 3. division 1983                                  | 5. plads  | 30-13-7-10 59-43  | Lars Britz, 24 mål        |                    |
| 3 | 3. division 1982                                  | 12. plads | 30-10-8-12 34-43  | i/t                       |                    |
| 3 | 3. division 1981                                  | 10. plads | 30-11-5-14 48-50  | i/t                       |                    |
| 2 | 2. division 1980                                  | 16. plads | 30-3-2-25 27-80   | i/t                       | Nedrykning         |
| 1 | 1. division 1979                                  | 16. plads | 30-5-6-19 34-64   | i/t                       | Nedrykning         |
| 1 | 1. division 1978                                  | 8. plads  | 30-10-10-10 50-53 | i/t                       |                    |
| 2 | 2. division 1977                                  | 3. plads  | 30-14-11-5 52-34  | i/t                       | Oprykning          |
| 2 | 2. division 1976                                  | 6. plads  | 30-11-9-10 47-40  | i/t                       |                    |
| 1 | 1. division 1975                                  | 15. plads | 30-8-4-18 35-58   | i/t                       | Nedrykning         |
| 1 | 1. division 1974                                  | 11. plads | 22-6-5-11 29-38   | i/t                       |                    |
| 2 | 2. division 1973                                  | 2. plads  | 22-14-2-6 43-26   | i/t                       | Oprykning          |
| 2 | 2. division 1972                                  | 5. plads  | 22-9-4-9 39-35    | i/t                       |                    |
| 2 | 2. division 1971                                  | 5. plads  | 22-10-3-9 53-42   | i/t                       |                    |
| 3 | 3. division øst 1970                              | 1. plads  | 22-15-5-2 60-21   | Peter Johansson, 16 mål   | Vinder / Oprykning |
| 2 | 2. division 1969                                  | 12. plads | 22-7-3-12 44-55   | i/t                       | Nedrykning         |
| 2 | 2. division 1968                                  | 6. plads  | 22-7-7-8 37-46    | i/t                       |                    |
| 3 | 3. division øst 1967                              | 1. plads  | 22-15-2-5 57-24   | i/t                       | Vinder / Oprykning |
| 3 | 3. division vest 1966                             | 3. plads  | 22-9-7-6 49-23    | i/t                       |                    |
| i/t | i/t                                               | i/t       | i/t               | i/t                       |                    |
| 4 | Sjællandsserien                                   | i/t       | i/t               | i/t                       |                    |
| 3 | 3. division 1945/46                               | 10. plads | 18-4-2-12 50-60   | i/t                       | Nedrykning         |
| 1 | DM Kreds 2 1944/45                                | 4. plads  | 18-10-4-4 70-45   | i/t                       |                    |
| 1 | DM Kreds 2 1943/44                                | 2. plads  | 18-10-4-4 47-38   | i/t                       |                    |
| | Kvartfinale: Boldklubben Frem - Slagelse S&I 11-1 |           |                   |                           |                    |
| 1 | DM Kreds 2 1942/43                                | 7. plads  | 18-7-2-9 49-57    | i/t                       |                    |
| 1 | DM Kreds 2 1942/42                                | 6. plads  | 18-8-2-8 53-63    | i/t                       |                    |
| i/t | i/t                                               | i/t       | i/t               | i/t                       |                    |
| 3 | 3 serie øst 1938/39                               | 2. plads  | 6-2-0-4 18-16     | i/t                       |                    |
| i/t | i/t                                               | i/t       | i/t               | i/t                       |                    |
| i/t: Ikke tilgængelig, N.: Rækkens niveau i den pågældende sæson, Nr.: Slutplacering, Bem.: Bemærkning(er) |                                                   |           |                   |                           |                    |

## Cheftrænere
- Torben Storm (1987-1989, 2000-2001)
- Finn M. Jensen (1996-1997)
- Jesper Bo Petersen (2001-2003)
- Flemming Christensen (2003-2005)
- Jeppe Tengbjerg (2005-2009)
- Michael Schjønberg (2009–2011)
- Ove Pedersen (2011–2014)
- Michael Hansen (2014–2015)
- Michael Hemmingsen (2015)
- Ulrik Balling (2016–2020)
- Zouher Abdullatif (2021)
- Henrik Carlson (2022)
- Carsten Hemmingsen (2022–2023)
- Jean-Claude Bozga (2023)
- Dani Mujkanovic (2023–2024)
- Brian Rosén Bengtsen (2024–nu)

## Ekstern kilde/henvisning
- Slagelse B&Is officielle hjemmeside Arkiveret 19. januar 2019 hos  Wayback Machine
- Slagelse B&Is officielle fanside Arkiveret 3. juni 2008 hos  Wayback Machine